# Zamostea
Zamostea là một xã thuộc hạt Suceava, România. Dân số thời điểm năm 2002 là 3196 người.